# Voïvodie de Sainte-Croix
Pour les articles homonymes, voir Sainte-Croix.
La voïvodie de Sainte-Croix (en polonais województwo świętokrzyskie) est une des 16 régions administratives (voïvodies) de la Pologne. Kielce en est le chef-lieu.
La voïvodie fut créée le 1er janvier 1999 à partir de l’ancienne voïvodie de Kielce et d’une partie de l’ancienne voïvodie de Tarnobrzeg, à la suite d'une loi de 1998 réorganisant le découpage administratif du pays. Elle se divise en 14 districts (powiats), dont 1 ville possédant les droits de district, et 102 communes. Le nom de la voïvodie fait référence aux montagnes de la Sainte-Croix, qui auraient été peuplées jadis de sorcières pratiquant leurs rites et les croyances païennes. La nature débridée, les forêts impénétrables et les cavernes y ont suscité des légendes. Ainsi de nombreux contes populaires racontent que les sorcières se rassemblaient sur le sommet de « Łysa Góra » et y pratiquaient le Sabbat. Une des plus connues s'appelle « Baba Yaga ». C'est cette histoire qui a inspiré le logo de la voïvodie.
La voïvodie a une superficie de 11 672 km2 et compte 1 291 000 habitants (au 31 décembre 2003). Elle est située au centre-sud de la Pologne.
La voïvodie de Sainte-Croix est située au sud-est de la partie centrale de la Pologne.
C'est une région où la montagne avoisine les plateaux et les plaines, offrant ainsi une incomparable richesse de paysages et de climats.
On y trouve plusieurs réserves naturelles, des chaînes de montagne rocheuses, des labyrinthes de ravins, des terrains marécageux et régions lacustres, ainsi que des vastes vallées fluviales dont les plus belles sont celles de la Vistule et du Boug.
La région est riche en monuments historiques. Certains, dont un couvent des Cisterciens, sont inscrits sur la liste des Itinéraires de la Culture Européenne.

## Villes principales
(Population en 1995)
- Kielce (213 700 habitants)
- Ostrowiec Świętokrzyski (79 200 habitants)
- Starachowice (57 500 habitants)
- Skarżysko-Kamienna (51 400 habitants)
- Sandomierz (27 000 habitants).
- Końskie (22 300 habitants)
- Staszów (19 468 habitants)

## Politique
Composition de la diétine (sejmik) de Sainte-Croix à la suite des élections de 2024 :
|  |                   | Sièges |
|  | ----------------- | ------ |
|  | Droit et justice  | 16     |
|  | Coalition civique | 6      |
|  | Troisième voie    | 7      |
|  | Confédération     | 1      |

Composition de la diétine (sejmik) à la suite des élections de 2018 :
|  |                                    | Sièges |
|  | ---------------------------------- | ------ |
|  | Droit et justice                   | 16     |
|  | Parti paysan polonais              | 9      |
|  | Coalition civique                  | 3      |
|  | Alliance de la gauche démocratique | 1      |
|  | Projekt Świętokrzyskie             | 1      |

## Économie
Principaux secteurs d'activité :
- mines de calcaire
- industrie du calcaire, ciment
- industrie métallurgique
- industrie électromécanique
- industrie automobile
- industrie électrique et électronique
- industrie du bois et du papier
- industrie de matériaux de construction
- industrie textile
- industrie agro-alimentaire
- tourisme

## Noms de famille les plus fréquents
- 1. Nowak : 5 538
- 2. Wieczorek : 2 654
- 3. Mazur : 2 512